# Uzzano Castello
Uzzano Castello è il centro storico del comune italiano di Uzzano, nella provincia di Pistoia, in Toscana.

## Storia
Il borgo sorge a 275 metri e ancora oggi sono bene individuabili il nucleo generatore e i due successivi ampliamenti. La parte più antica è la rocca, dove sorgeva l'antico castello, di probabile origine longobarda, poi divenuto sede del feudo appartenente ai "signori di Uzzano, Montichiari e Vivinaia", in epoca comunale avamposto per le legioni militari lucchesi e fiorentine, fu abbattuto nel 1832, ormai ridotto allo stato di rudere.
Appena sotto la rocca, sorse attorno all'XI secolo il nucleo generatore del paese, con la prima cerchia muraria, dove oggi sorge l'Arcipretura dei Santi Jacopo e Martino. In questa parte del borgo troviamo la Via Tassinaia, dove fino alla metà del XIX secolo si trovava una delle porte delle mura urbane, la Porta Tassinaia.
La seconda cerchia muraria, corrispondente al secondo ampliamento del borgo nel XIII secolo, ingloba buona parte del paese, compresa la piazza dove sorgono il Palazzo del Capitano, antica sede delle magistrature comunali, e la fontana pubblica; di questa seconda cerchia, troviamo i resti della Porta del Gorello, ingresso principale del borgo. La terza cerchia muraria, infine, risale al XIV secolo e corrisponde all'ultimo ampliamento del paese. Oggi ci rimangono la Porta delle Pille, attuale accesso carrabile al paese, e la Porta Nuova, da cui si diparte l'antica mulattiera per Pescia, detta l'erta.

## Monumenti e luoghi d'interesse
L'edificio di maggior prestigio del borgo è l'Arcipretura dei Santi Jacopo e Martino (XIII secolo), che si presenta in stile romanico e raccoglie al suo interno numerose tele cinquecentesche e seicentesche; un'acquasantiera romanica; una scultura Sant'Antonio Abate attribuita a Giovanni della Robbia; un fonte battesimale del XVII secolo con coperchio intarsiato; un pulpito ligneo di scuola ammannatesca. La torre campanaria (XIII secolo), antica struttura difensiva, custodisce alla un affresco quattrocentesco raffigurante la Crocifissione tra i Santi Jacopo e Martino. Nei pressi del campanile, sorge la Villa Fanny, costruita alla fine del XIX secolo da Raffaello Lavoratti, residenza di campagna incastonata nel borgo medievale.
All'apice ovest del borgo, si trova l'Oratorio della Madonna del Canale (XVII sec.). Sulla piazza principale del borgo, Piazza Umberto I, sorge il Palazzo del Capitano (XIII secolo), sede delle magistrature comunali, del podestà e dei gonfalonieri fino al 1775, poi destinato a scuola del paese fino al 1982. Oggi raccoglie l'Archivio storico comunale. Vicino al palazzo, sorge la fontana pubblica, di origine medievale, come testimoniano le semicolonne rimaste, poi incastonata nelle abitazioni. In fondo al borgo, si trova l'Oratorio di Sant'Antonio da Padova, già cappella del monastero dei Santi Francesco ed Elisabetta, soppresso dal Granduca Pietro Leopoldo nel 1775. Risalente al XVII secolo, è invece l'oratorio, che fu ristrutturato e riaperto al culto nel 1843.

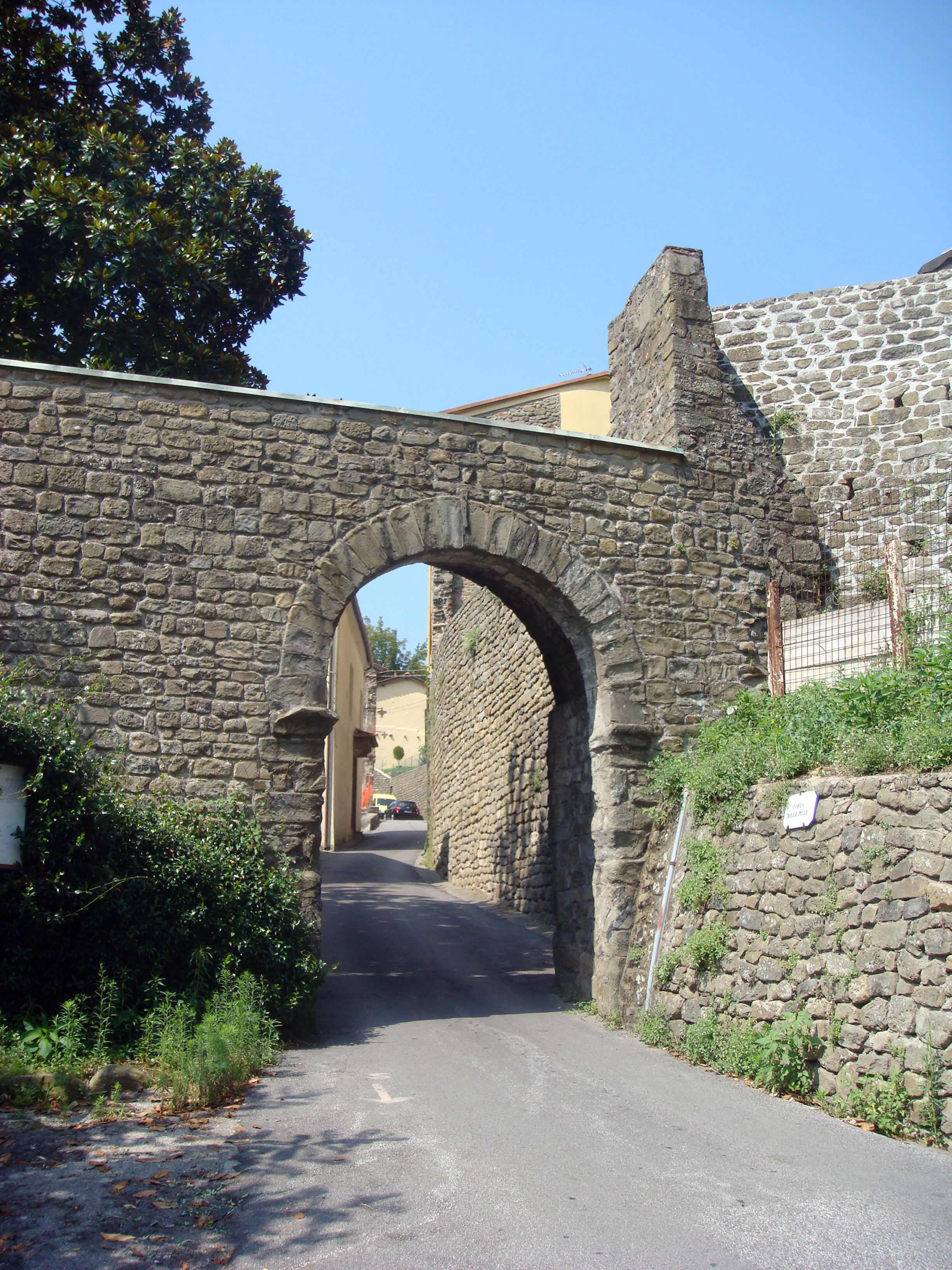
Porta delle Pille
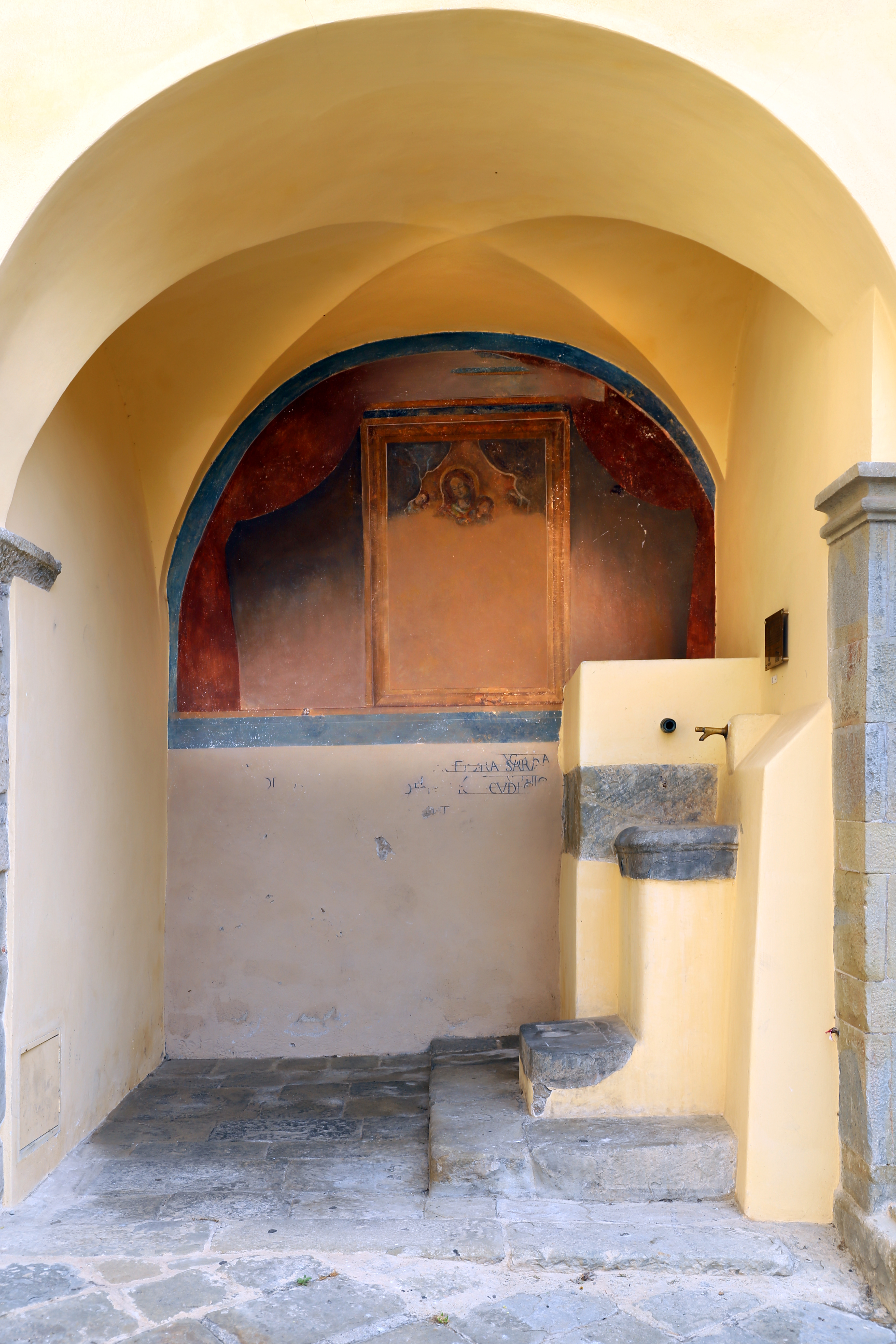
La fontana pubblica
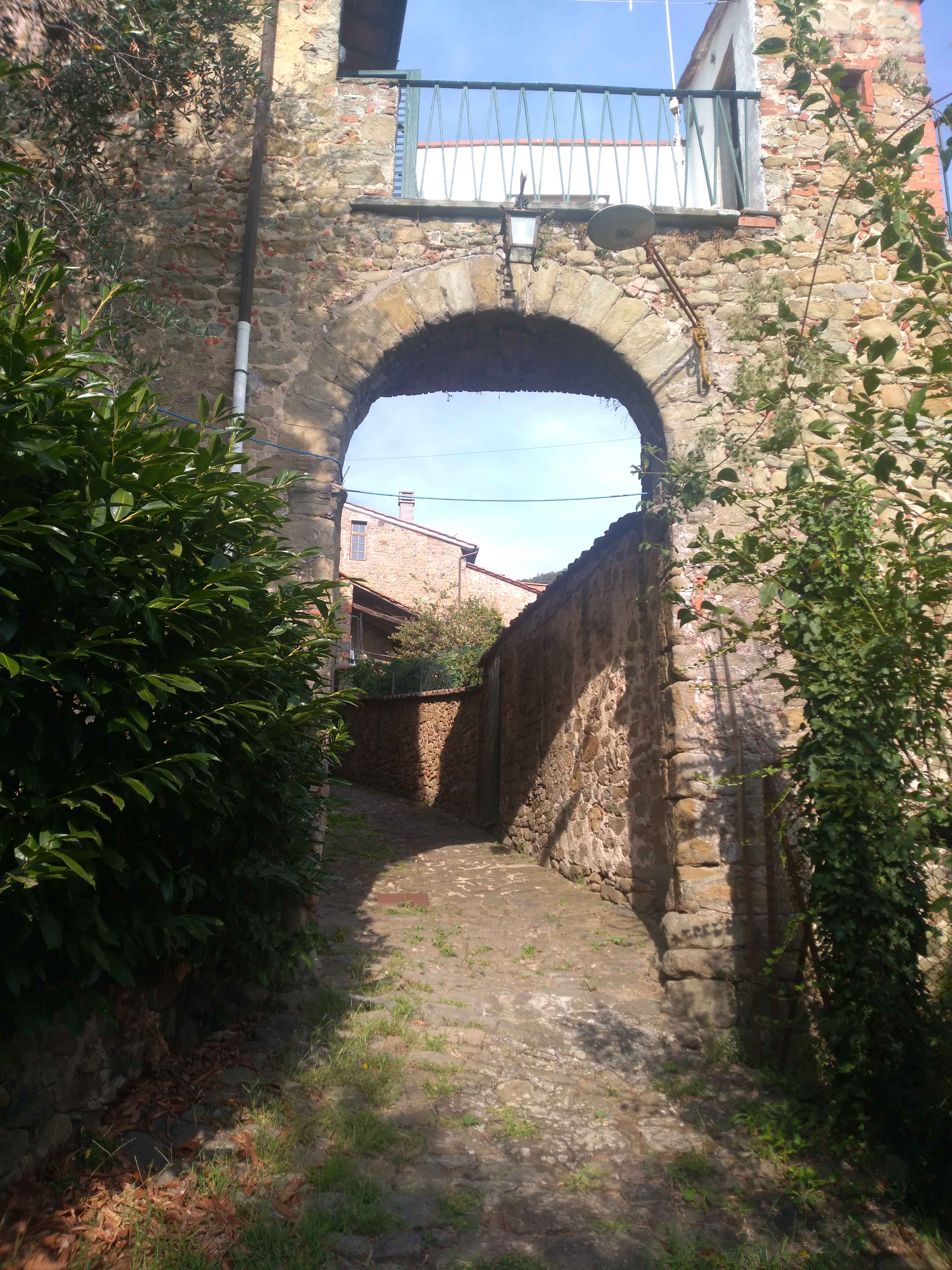
Porta Nuova o Pesciatina